# Фертёсентмиклош (аэропорт)
Аэропорт Фертёсентмиклош (венг. Meidl Airport Fertőszentmiklós), (ИКАО: LHFM) — небольшой гражданский аэропорт, обслуживающий коммерческие авиаперевозки города Фертёсентмиклош (Венгрия). Расположен рядом с государственной границей с Австрией.

## Инфраструктура
Аэропорт Фертёсентмиклош расположен на высоте 134 метров над уровнем моря и эксплуатирует одну взлётно-посадочную полосу:
- 16/34 размерами 985х23 метров с асфальтовым покрытием[1].

Порт работает только в светлое время суток по правилам визуальных полётов. Обслуживание частных международных рейсов возможно только по заранее поданным запросам.